# دی‌اتیل‌آلومینیم کلرید
دی‌اتیل‌آلومینیم کلرید (به انگلیسی: Diethylaluminium chloride) یک ترکیب شیمیایی با شناسه پاب‌کم ۷۲۷۷ است.این ماده یک ترکیب شیمیایی خطرناک است که به عنوان اسید لوییس استفاده می شود فرمول شیمیایی آن به صورت C4H10AlCl است. زمانی که در هگزان حل شود به شکل یک محلول بی رنگ است.
از این ماده به عنوان کاتالیست تولید پلی الفین ها و ماده ی میانی تولید ترکیبات ارگانومتال (Organometalic) استفاده می شود.